# Glyptotendipes biwasecundus
Glyptotendipes biwasecundus är en tvåvingeart som beskrevs av Sasa och Kawai 1987. Glyptotendipes biwasecundus ingår i släktet Glyptotendipes och familjen fjädermyggor. Inga underarter finns listade i Catalogue of Life.